# Xystrocera teocchii
Xystrocera teocchii es una especie de escarabajo longicornio del género Xystrocera, categorizada en la tribu Xystrocerini, de la subfamilia Cerambycinae. Fue descrita por Adlbauer en 2011.

## Descripción
Mide 8,5-14 mm de longitud.

## Distribución
Se distribuye por República Centroafricana.